# Quentin Davies
John Quentin Davies, född 29 maj 1944 i Oxford, död 13 januari 2025, var en brittisk labourpolitiker, tidigare konservativ. Han var parlamentsledamot för valkretsen Grantham and Stamford 1987–2010. I juni 2007 bytte han parti till Labour. I oktober 2008 blev han biträdande försvarsminister. Han avgick ur regeringen och underhuset efter valet i maj 2010. Därefter utnämndes han till lord och ledamot av överhuset (House of Lords).